# Пастернак, Игорь
Игорь Пастернак (англ. Igor Pasternak; род. 1964, Казахская ССР, Советский Союз) — американский авиационный предприниматель, изобретатель и инженер, специализирующийся на проектировании и строительстве дирижаблей.

## Биография
Является старшим ребёнком в семье инженеров-строителей еврейского происхождения. Семья позже переехала во Львов, где он вырос. Его младшая сестра Марина тоже была инженером. В детстве рано заинтересовался дирижаблями. Изучал гражданское строительство в Львовском политехническом институте, будучи студентом с 1981 года занялся конструированием дирижаблей. С началом Перестройки в 1986 году вместе с другом Г. Е. Вербой основал кооператив «Эрос Лтд.», свою первую компанию по производству аэростатов и дирижаблей различного назначения, включая рекламу и метеорологию в СССР и за границей. В 1994 году эмигрировал в США вслед за семьёй. Наиболее известен как основатель и генеральный директор Worldwide Aeros Corp, американского производителя дирижаблей, базирующегося в Монтебелло (Калифорния), а также своими исследованиями в области управления плавучестью дирижаблей. Является сторонником индустрии грузовых дирижаблей и полётов на летательных аппаратах, которые легче воздуха.